# Dominique Grimaldi
Dominique Grimaldi (mort en 1592), fils de Jean-Baptiste Grimaldi, seigneur de Montaldeo et chevalier de la Toison d’Or, fut évêque de Savonne, abbé de Montmajour, évêque de Cavaillon, recteur du Comtat Venaissin, vice-légat et archevêque d’Avignon, général des armées pontificales.

## Biographie

### Un prélat guerrier
Nommé par Pie V commissaire général des galères de l’Église, il participe à la bataille de Lépante en 1571. 
Ses qualités guerrières le désignent pour être affecté dans les États pontificaux cisalpins. Il est d’abord nommé recteur du Comtat Venaissin (1577-1584), reçoit en commende, en 1581, l’évêché de Savonne puis l’abbaye Saint-Pierre de Montmajour, il devient ensuite évêque de Cavaillon (1584-1585), archevêque d’Avignon (1585-1592), vice-légat pontifical de 1585 à 1589, et à nouveau en 1592. Il avait été nommé Général des armées pontificales dès 1586.

### Le siège de Ménerbes
Le 4 octobre 1573, le village de Ménerbes, sur le versant nord du Luberon, est pris par des troupes protestantes placées sous le commandement de Scipion Valavoire et de Pape de Saint-Auban.
L’affaire est d’importance et fait grand bruit puisque c’est au cœur du Comtat Venaissin, terre pontificale, qu’a eu lieu cet assaut scandaleux. Pourtant, la riposte des pontificaux traîne en longueur. Elle ne viendra qu’après la nomination de Dominique Grimaldi comme recteur du Comtat.
Il réussit à mobiliser en septembre 1577 autour de Saporoso, Capitaine pontifical, le gouverneur de Provence, Henri d’Angoulême, Grand Prieur de France et bâtard de Henri II, dont l’indécision retarda la fin du siège, Albert de Gondi, maréchal de Retz, qui se retira malade à Sorgues, Jean de Monluc, l’ancien évêque de Valence, le Bailli de Manosque et ses chevaliers de Malte, ainsi que le « brave Crillon » qui fut blessé lors d’un assaut. 
Après maints bombardements et transactions, la place, privée d’eau potable, accepte de se rendre le 9 décembre 1578. Le courage des assiégés avait été tel que Grimaldi leur accorde les honneurs de la guerre. Bannières et tambours en tête, les protestants, sous la conduite de Saint-Auban, se retirent alors à Murs.

### Le guet-apens de Carpentras
Cette façon de mettre un terme au siège de Ménerbes ne fut pas du goût de tout le monde. Alors qu'avec une compagnie de vingt gens d’armes, le recteur et son frère, Thomas Grimaldi, escortent le Bâtard de Valois, qui désirait retourner à Aix-en-Provence, ils tombent dans une embuscade tendue par Philippe Saignet d’Astouaud, seigneur de Mazan et de Velleron, et son fils le « chevalier de Mazan ».
Ceux-ci les encerclent avec leurs quatre-vingt cavaliers, tuent Thomas Grimaldi et quatre hommes de l’escorte. Le recteur, en dépit de sa monture blessée, put faire demi-tour et protéger le Grand Prieur jusque dans Carpentras.
En 1580, les deux Astouaud furent condamnés par la justice pontificale au bannissement, à la confiscation de leurs biens et le château de Mazan fut rasé. 
Dominique Grimaldi meurt à Avignon le 2 août 1592 après avoir fait élire le chanoine de Pétris, vicaire général de son archidiocèse.

## Armoiries
| Blason | Blasonnement : Fuselé d'argent et de gueules (qui est de Grimaldi), au chef d'or chargé d'une aigle éployée de sable. |